# Playa
*  Pentru formația muzicală cu același nume, vedeți Playa (trupă)

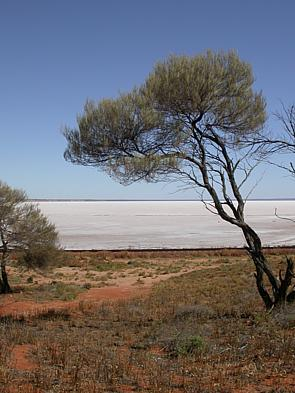
Playa şi malul fostului Lake Hart, lac endoreic deșertificat din Australia de Sud.

Playa, (care în română s-ar putea aproxima cu sărătură, deși nu există un echivalent exact), este termenul cunoscut în pedologie și geografie și ca sabkha ori suprafață alcalină, acestea fiind mai apropiate de semnificația sa primară, este fundul unui lac uscat, sau, în mod general, este malul sau rămășița unui lac endoreic. 
Astfel de zone sunt de obicei plate conținând o cantitate importantă de sedimente fine, care sunt impregnate cu săruri alcaline.  Aceste suprafețe sunt netede, dure și uscate în sezoanele uscate sau secetoase, respectiv umede și moi în sezoanele umede.  Playa însăși nu este acoperită cu nici un fel de vegetație datorită toxicității sărurilor alcaline ce o compun.  Totuși, în jurul fostelor funduri de lac există o anumită floră specifică, adaptată condițiilor de soluri foarte bogate în săruri minerale (vedeți sărături).  
Multe dintre aceste playa conțin destulă apă în timpul sezoanelor umede pentru a putea forma mici lacuri, foarte puțin adânci.  Dacă regimul pluvionar al regiunii este mai bogat se formează astfel de lacuri sezoniere.  Dacă precipitațiile sunt mai sărace, stratul de apă poate fi foarte subțire, fiind mutat cu ușurință de către vânt în direcții diferite.  În acest caz, suprafețe dure și foarte netede pot fi create.  Straturi mai groase de apă pot crea ulterior o suprafață neuniformă și deteriorată amintind de un noroi uscat și crăpat.  Dacă există prea puțină apă, formarea dunelor este favorizată. 

## Terminologie
Cuvântul playa este de proveniență spaniolă (/ˈplaʝa/) însemnând efectiv "plajă".  Suprafețele flate și alcaline sunt cunoscute sub acest nume în anumite părți ale Mexicului și în vestul Statelor Unite ale Americii fiind pronunțat /ˈplaɪə/).  În zona cunoscută ca Llano Estacado și în alte părți ale sudului zonei High Plains, playa se referă la un lac playa, o mică depresiune sezonieră. 
În arabă, o astfel de suprafață plată alcalină este numită sabkha (de asemenea sabkhah, câteodată sebkha) ori shott. 